# Двойной агент (фильм, 1992)
«Мальчишка — двойной агент» (англ. The Double 0 Kid) — комедийный приключенческий фильм режиссёра Дункана МакЛахлана.

## Сюжет
Лэнс Эллиот работает курьером в ЦРУ. Его кумир — агент Джеймс Бонд. Ему дали кличку — Малыш 00. Он получает конверт, который необходимо доставить по определённому адресу. Однако на пути у него стоит безумный изобретатель компьютерных вирусов.

## В ролях
- Бригитта Нильсен — Ронда
- Кори Хэйм — Лэнс Эллиот
- Уоллес Шон — Кэшпрот
- Карен Блэк — миссис Эллиот
- Николь Эггерт — Мелинда
- Джон Рис-Дэвис — Руди Вон Ксеенбаум
- Энн Фрэнсис — Мэгги Ломакс
- Сет Грин — Чип